# تانکردی ۵۰۸۸
سیارک ۵۰۸۸ (به انگلیسی: 5088 Tancredi، نامگذاری:1979QZ1) پنج هزار و هشتاد و هشتمین سیارک کشف شده‌است که در ۲۲ اوت ۱۹۷۹ کشف شد.
قدر مطلق سیارک برابر ۱۲٫۵۰ است.